# Iso-Lintunen
Iso-Lintunen är en ö i Finland. Den ligger i sjön Saittajärvi och i kommunen Kuopio i den ekonomiska regionen  Kuopio ekonomiska region  och landskapet Norra Savolax, i den centrala delen av landet, 300 km norr om huvudstaden Helsingfors. Öns area är 3,8 hektar och dess största längd är 0,6 kilometer i sydöst-nordvästlig riktning.